# コーストガードワン

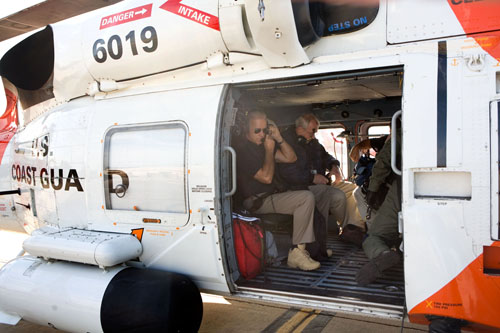
コーストガードツー (CG 6019) に搭乗しているジョー・バイデン副大統領（当時）

コーストガードワン(Coast Guard One)は、アメリカ合衆国大統領が搭乗中のアメリカ沿岸警備隊機が使用するコールサインである。副大統領の場合はコーストガードツー(Coast Guard Two)となる。
2022年現在、大統領が沿岸警備隊機に搭乗したことはなく、「コーストガードワン」のコールサインは一度も使われていない。「コーストガードツー」は、2009年9月25日にジョー・バイデン副大統領（当時）が沿岸警備隊のヘリコプターHH-60J ジェイホークで、洪水に見舞われたジョージア州アトランタ地域を視察した際に使用された。
沿岸警備隊総司令官は沿岸警備隊のガルフストリームC-37Aを頻繁に使用しており、この際には「コーストガード・ゼロワン」(Coast Guard Zero One)のコールサインが使用される。同機はワシントンD.C.のアメリカ沿岸警備隊ワシントン基地に配備されている。